# Vinitário
Vinitário (em latim: Vinitharius; m. 376) foi, segundo a Gética de Jordanes, um governante grutungo ca. 376, membro da dinastia dos Amalos. Era filho do nobre Valaravano, o filho de Vultulfo e respectivamente sobrinho e neto dos reis Hermenerico e Aquiulfo. Ele era pai de Vandalário/Vandiliário. Segundo Peter Heather, provavelmente não teria pertencido a dinastia, tendo sido incluído nela como forma de reconciliar as dinastias góticas em conflito no período (ver Valamiro).
Arne Søby Christensen em sua obra afirma que autores modernos identificam-o com o Vitimiro da narrativa de Amiano Marcelino, inclusive alegando que os nomes poderiam ser unidos para formar Vitimiro Vinitário, significando "Vitimiro lutador de vendos".
Segundo Jordanes, ele governou os grutungos em sucessão ao falecido Hermenerico, durante o período de subjugação dos godos pelos hunos de Balamber. Descontente com o domínio huno, Vinitário atacou e derrotou os antas do rei Boz, o que incitou um ataque huno no ano seguinte. Apesar de conseguir vencê-los em duas batalhas, foi morto a flechada por Balamber num terceiro embate. No rescaldo do conflito, Balamber casou-se com sua neta Vadamerca.